# George Hubert Wilkins

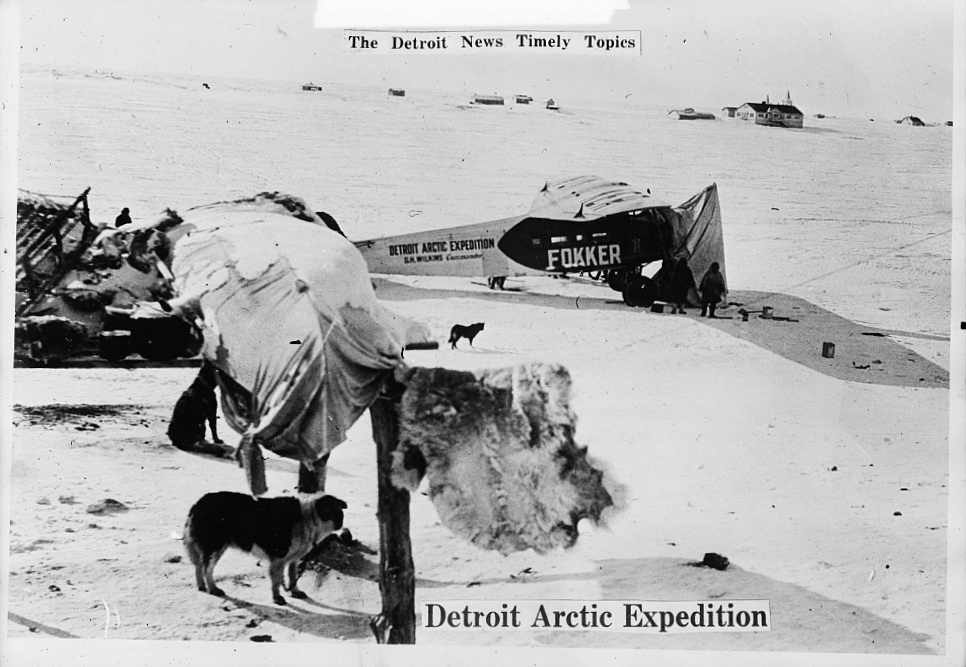
Ekspedycja arktyczna Wilkinsa z 1926

George Hubert Wilkins (ur. 31 października 1888, zm. 30 listopada 1958) – australijski polarnik, pilot, żołnierz, geograf i fotograf lotniczy.

## Życiorys
Wilkins pochodził z Hallett w Australii Południowej i był najmłodszym z 13 dzieci rodziny farmerów – hodowców owiec. Jako nastolatek w 1903 wyjechał z rodzicami do Adelaide, gdzie krótko studiował na tamtejszym uniwersytecie. Wkrótce podjął pracę w kinie objazdowym i wyjechał zdobywać kolejne doświadczenia filmowe do Sydney, a następnie przeniósł się do Anglii, gdzie – pracując dla Gaumont Studios – stał się pionierem fotografii lotniczej. Jego umiejętności wykorzystywano podczas licznych wypraw arktycznych, w tym podczas dramatycznej kanadyjskiej ekspedycji pod dowództwem Vilhjalmura Stefanssona z 1913.
W 1912 filmował m.in. wojnę bałkańską, a rok później, jako filmowiec Kanadyjskiej Wyprawy Arktycznej, po raz pierwszy wyruszył w regiony polarne. Przez trzy kolejne lata, wraz z innymi uczestnikami wyprawy Stefanssona przemierzył tysiące mil arktycznych przestrzeni, zdobywając cenną wiedzę praktyczną i naukową. Na Point Barrow powrócił dopiero w 1916.
Od 1917 do końca I wojny światowej gromadził dokumentację fotograficzną i filmową z walk w Europie Zachodniej dla władz australijskich. Chociaż nie nosił broni, został jedynym australijskim fotografem w historii, wyróżnionym odznaczeniem bojowym (dwukrotnie otrzymał Military Cross). Pod koniec wojny pracował też w Turcji.
W 1919 był nawigatorem jednej z załóg, które podjęły rywalizację o nagrodę władz australijskich dla pierwszej australijskiej załogi, która przeleci z Anglii do Australii. Bombowiec dalekiego zasięgu Blackburn Kangaroo, którym leciał, nie dotarł jednak do celu na skutek kilkakrotnych awarii silnika.
Po powrocie z nieudanego wyścigu wziął udział w brytyjskiej wyprawie antarktycznej dr. Johna Cope'a, po raz pierwszy w swoim życiu docierając na Antarktydę. Cierpiąca na brak funduszy wyprawa nie osiągnęła wiele, więc w 1921 został przyrodnikiem ostatniej polarnej wyprawy Sir Ernesta Shackletona na Antarktydę. Podczas naprawy statku w Ameryce Południowej fotografował zwierzęta i rośliny na wyspie Georgia Południowa, a gdy powrócił na statek, dowiedział się o śmierci Shackletona.
W 1923 rozpoczął systematyczne dwuletnie badania północnej Australii i Cieśniny Torresa, zlecone mu przez Muzeum Brytyjskie. Instytucja ta wysoko ceniła jego pracę jako filmowca, fotografika oraz kolekcjonera okazów flory i fauny, ale władze australijskie odnosiły się do niej krytycznie ze względu na przychylne nastawienie Wilkinsa do Aborygenów. Następnie powrócił do pracy w rejonach polarnych.
15 kwietnia 1928 roku osiągnął północny biegun niedostępności.
22 kwietnia 1928, zaledwie w rok po pionierskim transatlantyckim przelocie Charlesa Lindbergha, Wilkins wraz z pilotem Carlem B. Eielsonem prototypem samolotu Lockheed Vega przeleciał nad Arktyką z Point Barrow na Alasce na Spitsbergen, z międzylądowaniem na Wyspie Ellesmere’a. Za ten wyczyn i wcześniejsze osiągnięcia otrzymał tytuł szlachecki i przyjął imię Sir Hubert. Podczas uroczystości poznał, a następnie poślubił, aktorkę Suzanne Bennett.
Finansowany przez Williama R. Hearsta, kontynuował ekspedycje polarne, m.in. po raz pierwszy w historii latając samolotem nad Antarktyką i sporządzając z powietrza mapy nieznanych dotąd terenów. Planował też lot na biegun południowy, ale z braku wystarczająco długiego pasa startowego pomysłu tego nie zrealizował.
20 grudnia 1928 nazwiskiem swojego sponsora nazwał wyspę Hearst Land odkrytą z powietrza w chilijskiej Antarktyce, a ten z kolei w 1929 zaprosił Wilkinsa i jego narzeczoną na pionierski lot dookoła świata sterowcem „Graf Zeppelin”. Sześć lat później wziął też udział w pierwszym transatlantyckim locie sterowca „Hindenburg” z Niemiec do USA.
Latem 1931 poprowadził nieudany rejs okrętu podwodnego „Nautilus” ku biegunowi północnemu. Mimo porażki spowodowanej kilkoma awariami jednostki udowodnił, że okręty podwodne mogą pływać pod polarną czapą lodową, torując tym samym drogę przyszłym udanym ekspedycjom podwodnym.
Następnie zorganizował trzy antarktyczne wyprawy amerykańskiego milionera i podróżnika Lincolna Ellsworth, pomagając mu w dokonaniu pierwszego przelotu nad Antarktydą. Pomógł też odnaleźć rosyjskich pilotów zaginionych w rejonie bieguna północnego.
Podczas II wojny światowej Australia nie skorzystała z jego oferty pomocy, uczył więc amerykańskich żołnierzy, jak przetrwać w warunkach arktycznych, a następnie był konsultantem wojskowym m.in. w kwestii polarnych rejsów amerykańskich okrętów o napędzie atomowym.
Zmarł w USA w 1958, a w marcu 1959 amerykański okręt podwodny USS „Skate” zawiózł jego prochy na biegun północny, dokonując pierwszego w historii wynurzenia w tym punkcie globu.
Większość dokumentacji badawczej Wilkinsa przechowywana jest w Ohio State University Byrd Polar Research Center w stanie Ohio.
Uznawany przez środowisko naukowe za jednego z najwybitniejszych badaczy i podróżników XX w., pozostaje niedoceniany na skutek swej „agresywnej skromności”. Upamiętniony nazwą wybrzeża antarktycznego.

## Inne źródła
- R. A. Swan, Wilkins, Sir George Hubert (1888-1958), Australian Dictionary of Biography, Online Edition, Co. 2006, ISSN 1833-7538
- Lowell Thomas, Sir Hubert Wilkins: His World of Adventure McGraw-Hill 1961
- Simon Nasht, The Last Explorer: Hubert Wilkins Australia’s Unknown Hero Hachette 2005
- Voyage of the Nautilus w bazie IMDb (ang.) film dokumentalny 2001
- Stuart E. Jenness, The Making of an Explore, McGill Queen University Press 2006